# Okuri-ashi-barai

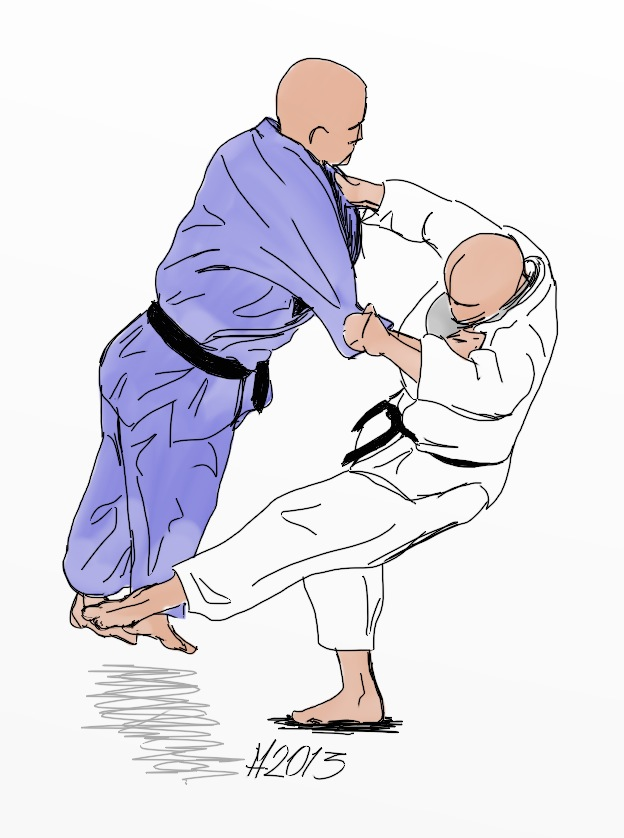
Okuri-Ashi-barai illustrazione

Okuri-ashi-barau è la tecnica numero 13 del Gokyo del judo ed è una Ashi-Waza (tecnica di gamba) che prende forma dal De Ashi Barai. La mossa può essere effettuata in innumerevoli situazioni (movimento laterale, movimento circolare, movimento indietreggiante). Per la corretta esecuzione è necessaria una estrema tempestività di coordinamento tra spazzata laterale e trazione laterale delle spalle.

## Esecuzione
Partendo da uno squilibrio laterale a destra, la situazione ideale è costituita da un passo laterale o indietro di Uke che inavvertitamente unisce i piedi. Tori porta il piede sinistro all'esterno e all'altezza del destro dell'avversario per poi fare perno sulla pianta del sinistro e portare il destro indietro, formando un semicerchio, verso il sinistro. Mano a mano che il piede destro indietreggia, il judoka che attacca esercita una trazione continua, sempre a semicerchio, con angolo superiore all'angolo retto. Effetto di tale movimento è quello di far avanzare Uke con il tallone sollevato. Contrariamente a quanto si potrebbe pensare, la mano sinistra non forza il movimento, ma lo accompagna. La fase di proiezione inizia con l'unione dei piedi di Uke. Tori falcia entrambi con la pianta del piede sinistro all'altezza della parte esterna della caviglia di Uke. Un movimento di polso verso l'alto e l'ausilio dell'addome, favoriscono la proiezione.

## Successioni e contraccolpi
Particolare della tecnica è quella di avere fra le possibili successioni e i possibili contraccolpi, la tecnica stessa. Essendo, infatti, il movimento di Uke e Tori simile, ad un eventuale errore di Tori può seguire naturalmente una proiezione di Uke oppure successivamente ad un attacco fallito, Tori può continuare il movimento della fase di preparazione cercando di portare a termine la tecnica stessa. Altre successioni, che si discostano dalla ripetizione della tecnica stessa, sono l'O-soto-gari e il Tai-otoshi.